# Au Tabor Hill
Au Tabor Hill es una localidad de Santa Lucía, que forma parte del distrito de Anse La Raye.